# Viaduc d'Eauplet
Le viaduc d'Eauplet est un viaduc ferroviaire permettant à la ligne de chemin de fer de Paris au Havre de franchir en amont de Rouen deux bras de la Seine et la pointe sud-est de l'île Lacroix, entre Sotteville-lès-Rouen, commune de la rive gauche, et Eauplet, quartier de la commune de Bonsecours en rive droite, limitrophe de Rouen. 
Compte tenu du contexte de sa construction, il a été longtemps appelé « pont aux Anglais », et reste encore couramment désigné sous cette dénomination aujourd'hui.

## Historique
Après l'arrivée du chemin de fer en 1843 à la gare de Rouen-Saint-Sever sur la rive gauche de la Seine, le tracé choisi pour prolonger la ligne vers Le Havre nécessitait un passage sur la rive droite, immédiatement suivi d'un tunnel sous la colline dite côte Sainte-Catherine.
Grâce à l'établissement d'une passerelle de service en bois, une année avait suffi à des équipes de maçons et de charpentiers pour ériger un pont de huit travées traversant le fleuve en prenant appui sur une île privée, l'île Brouilly. Les piles et les culées de l'ouvrage étaient constituées de pierre reposant sur des fondations en béton, mais ses arches, bien que «d'une largeur prodigieuse» (40 mètres) étaient construites en bois. Dès le 25 août 1844, il avait été franchi par un convoi transportant des personnalités, dont le ministre des travaux publics, mais après l'effondrement en janvier 1846 du viaduc de Barentin alors en cours de construction, les autorités de l'État émirent des doutes sur sa résistance et imposèrent notamment la consolidation de la culée rive gauche, menacée de tassement. C'est donc seulement le 4 mars 1847 qu'il subit avec succès les épreuves définitives de charge. Dès le lendemain, un convoi inaugural emmenait les officiels de Saint-Sever au Havre.
Moins d'un an plus tard, lors des troubles suivant l'abdication de Louis-Philippe et la proclamation de la République, des émeutiers incendièrent le 25 février 1848 les deux premières arches côté rive gauche, une locomotive parvenant tout juste à les franchir avant qu'elles ne s'écroulent dans le fleuve. Elles furent reconstruites à l'identique en deux mois, mais en 1856, la Compagnie des chemins de fer de l'Ouest substituée aux anciennes compagnies, entreprit de métalliser entièrement le pont en divisant les travaux en deux tranches, afin de remplacer voie par voie toutes les pièces de bois par des éléments de fonte et d'acier sans interrompre la circulation.

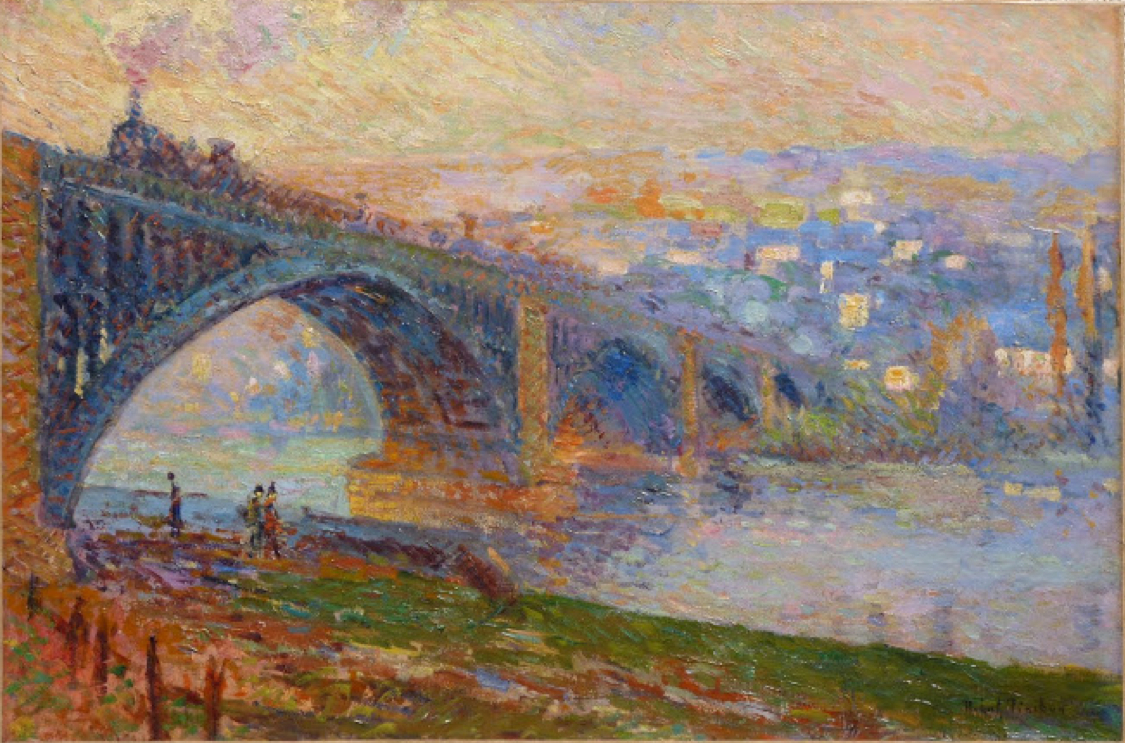
Robert Antoine Pinchon, Rouen, Le Pont aux Anglais, c. 1905.

Trente ans après, il fut constaté à l'occasion d'une opération de peinture entreprise en 1886, que l'ensemble des parties métalliques était fortement dégradé et présentait d'innombrables fissures ou même cassures. Refusant d'envisager la construction d'un nouvel ouvrage, la compagnie de l'Ouest, conformément aux méthodes préconisées par un expert, M. Charles Rabut, décida alors à de procéder à des renforcements ponctuels au moyen d'éclisses boulonnées aux endroits donnant des signes de faiblesse. Ceux-ci se multipliant malgré les replâtrages successifs, au début des années 1900 le pont, quoique placé sous surveillance permanente et faisant l'objet de nombreuses restrictions entravant le trafic, présentait des dangers croissants pour les circulations admises à l'emprunter. Interrogé sur l'effondrement du pont de Montreuil-Bellay le 23 novembre 1911, M. Claveille le directeur de l'Administration des chemins de fer de l'État, qui en 1909 avait repris le réseau de l'Ouest, l'avait incidemment reconnu, suscitant presque immédiatement un article du journal l'Intransigeant intitulé «Chaque jour, cent vingt trains passent sur un pont qui menace de s'effondrer» et une question à la Chambre du député-maire de Rouen Auguste Leblond au ministre des travaux publics Victor Augagneur sur la consolidation du pont.
En réalité, depuis quelque temps déjà, la décision avait été prise de le remplacer, mais outre la question du financement de travaux d'un coût estimé à trois millions de francs, devait surtout être réglée celle de la solution technique permettant d'édifier un nouvel ouvrage tout en maintenant l'ancien en service, alors que leur situation à proximité immédiate d'un tunnel interdisait une classique déviation avec deux parcours parallèles.
Finalement, on opta pour une solution biaise, la culée rive gauche du nouveau pont se situant sensiblement en aval de celle de l'ancien, alors que sur la rive droite, il le rejoignait par un raccordement de 800 mètres de rayon juste à l'entrée du tunnel Sainte-Catherine, dont on dut élargir le portail ouest. Dans l'attente de l'achèvement de l'opération, les vitesses et les charges sur le pont vétuste furent strictement limitées, mesure retardant notamment la mise en service jusqu'au Havre des nouvelles Pacific État atteignant 120 km/h.
En juin 1914, le nouveau pont, construit par la Société Fives-Lille pour un montant évalué à 3 500 000 francs  et resté le même jusqu'à aujourd'hui, était terminé, et son raccordement au réseau avait commencé, avec établissement d'une voie unique temporaire. Le début de la Première Guerre mondiale hâta l'achèvement de l'opération début août, afin d'assurer les transports d'hommes et de matériel nécessités par les hostilités. L'ancien ouvrage, bien que désormais non utilisé, fut cependant conservé par précaution pour pallier les effets d'éventuels bombardements ennemis et figurait encore en 1919 dans les descriptions du Guide Bleu Normandie.
En 1922, l'île Brouilly, enjambée par l'ouvrage, fut rattachée à l'île Lacroix par comblement du bras du fleuve qui les séparait.
Lors de la Seconde Guerre mondiale, le Génie français reçut l'ordre de le miner en mai, et fit sauter deux de ses travées le 9 juin 1940 alors que les premiers détachements allemands étaient aux portes de Rouen. Relevé en mai-juin 1941, il subit par la suite plusieurs bombardements ne lui causant que des dommages mineurs, jusqu'à celui du 28 mai 1944 qui détruisit son tablier côté rive gauche et une de ses piles côté rive droite, provoquant son effondrement dans le fleuve,.
Après le début de la contre-offensive allemande dans les Ardennes, on entreprit dès janvier 1945, avec le concours d'un bataillon du Génie américain, la délicate opération de relevage des travées. Celle-ci prit plusieurs mois et, le 10 septembre 1945, un premier convoi put circuler sur un tablier provisoire.
Depuis début 2006, cet ouvrage a été mis en lumière et son éclairage bleu le rend maintenant visible à la nuit tombée.

## Caractéristiques
C'est un pont de 356 m de longueur qui comprend 4 travées métalliques en poutres à treillis avec tablier inférieur. Sa largeur est de 10,50 m ce qui permet le passage d'une double voie ferroviaire. Il comporte 3 piles intermédiaires : la première dans le bras du Cours la Reine, la seconde sur les berges de l'île Lacroix et la dernière dans le bras du Pré-aux-Loups.
La hauteur libre sous poutre est d'un peu plus de 6 m par rapport au niveau des plus hautes eaux navigables ce qui constitue une contrainte pour la navigation.

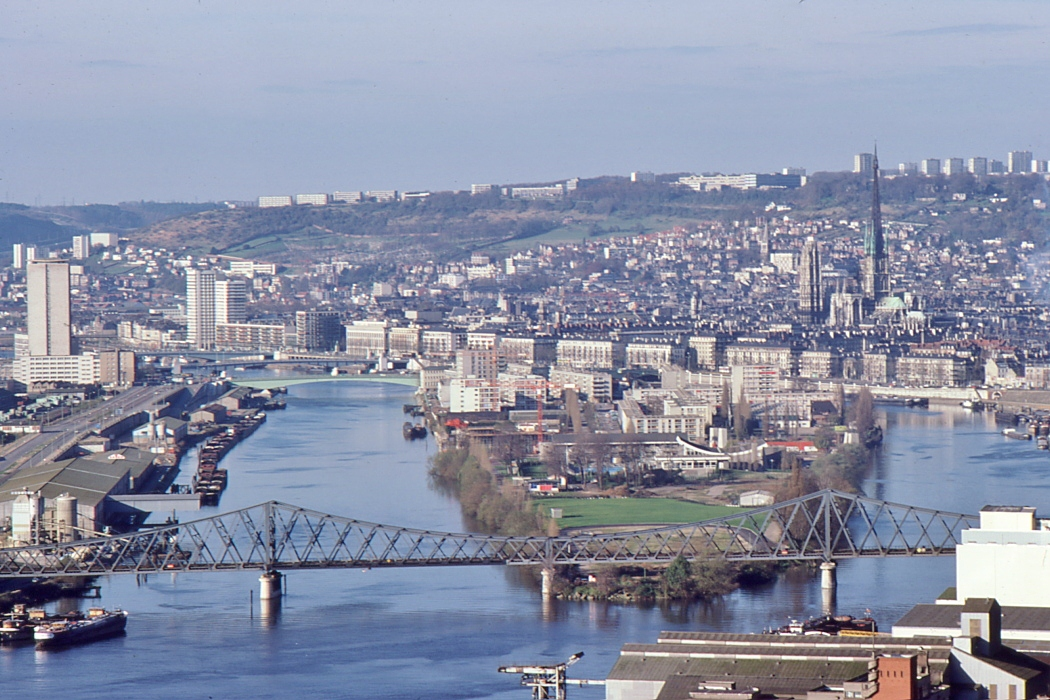
Viaduc d'Eauplet et Rouen.
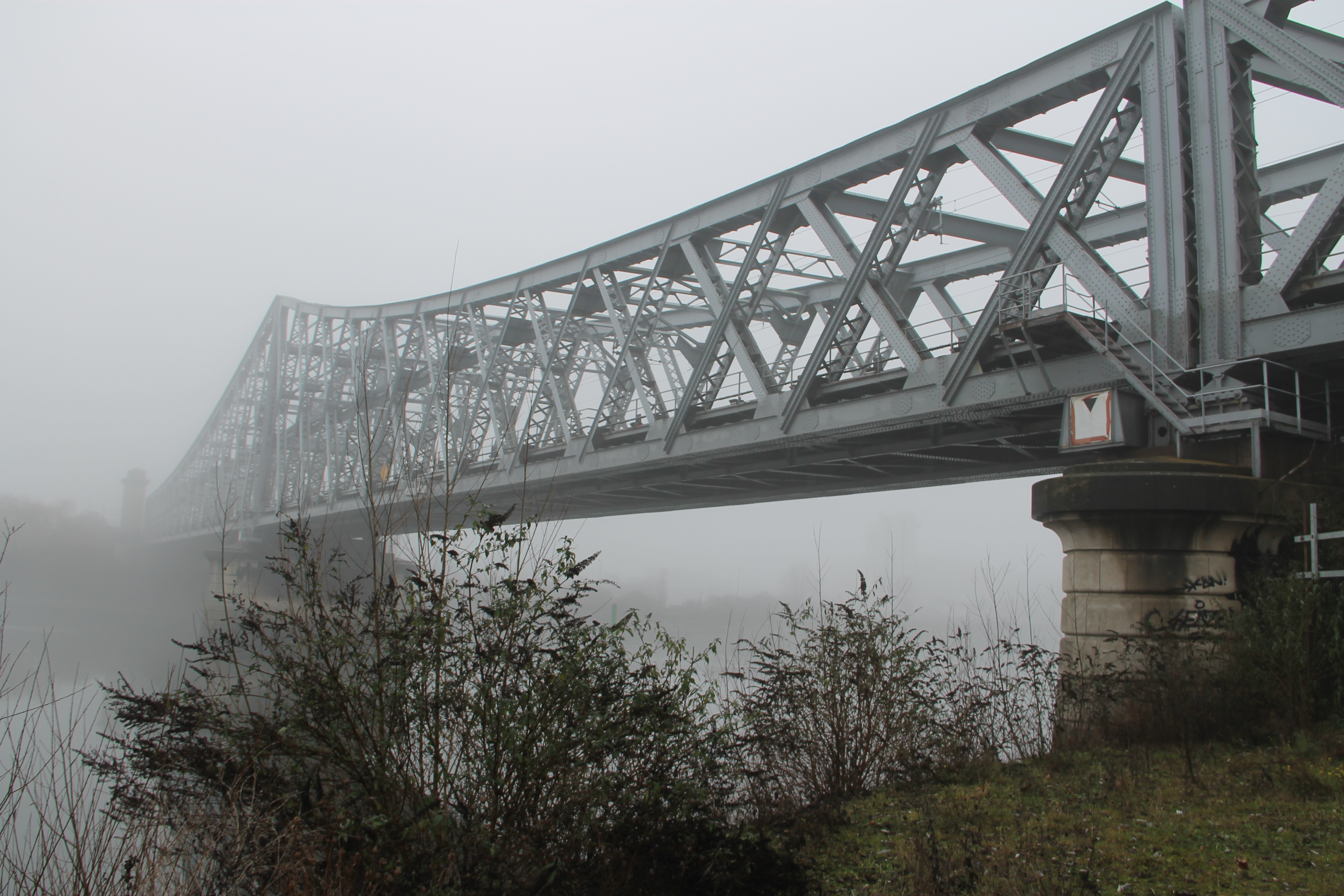
Travées sur le bras du Cours la Reine.
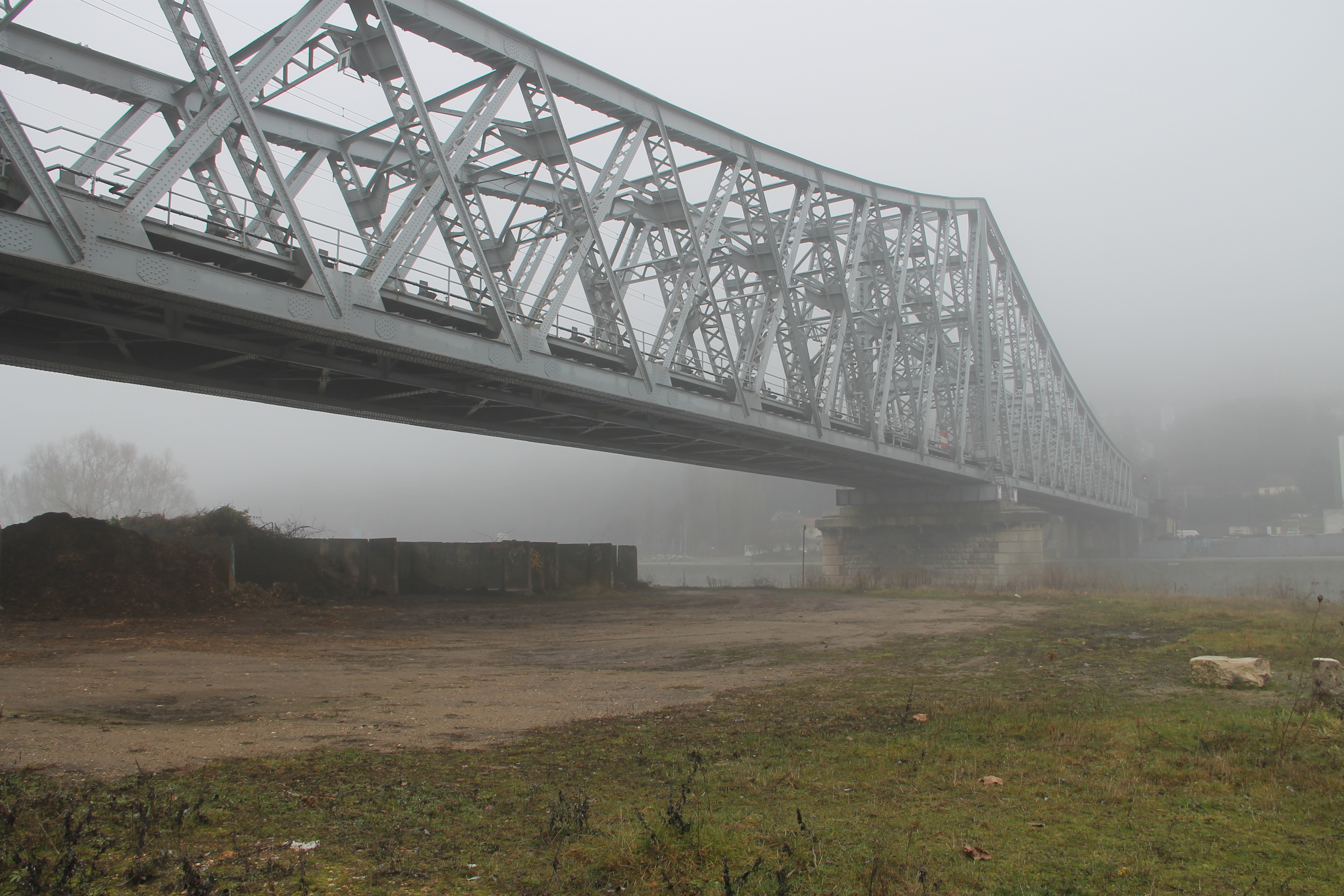
Travées sur le bras du Pré aux Loups.
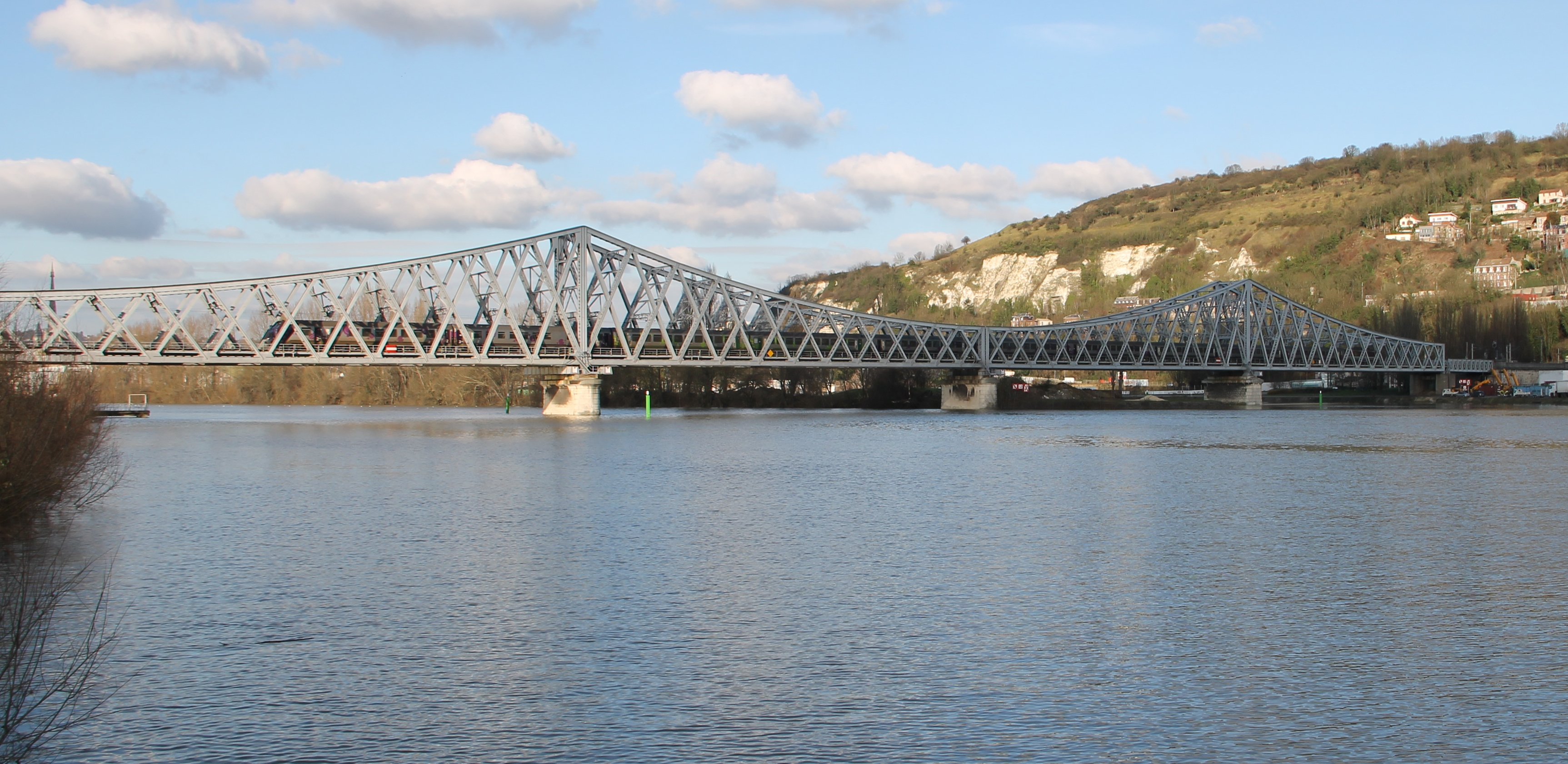
Intercités Le Havre - Paris sur le viaduc.